# Haga, Åbo
Haga (finska: Haaga) är en stadsdel och en by i Åbo i landskapet Egentliga Finland i Finland. Stadsdelen gränsar i väst till Skogsbacka, i söder till Ravattula i S:t Karins, i norr till Pahka i Lundo och i öster till Vanhalinna i Lundo.
På västra sidan av stadsdelen Haga, delvis på Haga bys område, rinner bifloden Toppå från Lillån. I öster gränsar Haga till Auraådalen mittemot vägen Vanhalinnantie omgiven av åkermark. Tidigare var Haga en del av S:t Karins stad. Haga gård tillsammans med fornborgen i Vanhalinna är en del av Auraådalens värdefulla byggda kulturmiljö av riksintresse.